# آگنش ساوائی
آگنش ساوائی (به مجاری: Szávay Ágnes؛ متولد ۲۹ دسامبر ۱۹۸۸ در کیش‌کون‌هالاش)، تنیسوری حرفه‌ای از مجارستان است. او، بالاترین رتبه را در میان تنیس‌بازان مجاری دارد و به عنوان پدیدهٔ جدید سال دبلیوتی‌ای در ۲۰۰۷ لقب گرفته‌است. بالاترین رتبهٔ او، ۱۳، در ۱۴ آوریل ۲۰۰۸ به دست آمد.

## زندگی شخصی
ساوائی از شش سالگی تنیس بازی می‌کرد و پدر و مادرش اولین مربی‌های او بودند. خواهر کوچکترش بلانکا ساوائی نیز تنیس‌باز و پنج سال از او کوچکتر است.